# 72-га гвардійська мотострілецька дивізія (СРСР)
72-га гвардійська мотострілецька Красноградська Червонопрапорна дивізія (72 гв. МСД, в/ч 07224) — військове з'єднання мотострілецьких військ Радянської армії, що існувала у 1957—1992 роках. Створена 17 червня 1957 року на основі 72-ї гвардійської стрілецької дивізії у місті Біла Церква, Київська область. Дивізія мала статус кадрованої розширеного штату, тому була укомплектована особовим складом і технікою на 25% (3100 осіб) від штатної чисельності - один полк утримувався у боєготовому стані (1500 осіб).
Після розпаду Радянського Союзу й відновлення незалежності України, у 1992 році на основі з'єднання було створено 72-гу механізовану дивізію Збройних сил України, яку в 2000 році було переформовано в 72-гу механізовану бригаду.
В складі мінометної роти 222-го гвардійського стрілецького полку в бойових діях під час Другої світової війни брав участь майбутній український письменник Олесь Гончар.

## Історія
Створена 17 червня 1957 року на основі 72-ї гвардійської стрілецької дивізії у місті Біла Церква, Київська область.
Реорганізація 19 лютого 1962 року:
- створено 280-й окремий ремонтно-відновлювальний батальйон
- створено 000 окремий ракетний батальйон

У 1968 році 220-й окремий гвардійський саперний батальйон було перейменовано на 220-й окремий гвардійський інженерно-саперний батальйон.
У 1972 році 191-ша окреми рота хімічного захисту була розгорнута в 23-й окремий батальйон хімічного захисту.
Реорганізація 15 листопада 1972 року:
- створено 1345-й окремий протитанковий артилерійський батальйон
- створено 00 окремий реактивний артилерійський батальйон - включений до складу артилерійського полку в травні 1980

У 1980 році 000 окремий моторизований транспортний батальйон було перейменовано 892-й окремий батальйон матеріального забезпечення.
У січні 1992 року особовий склад дивізії склав присягу на вірність народові України й дивізія перейшла під її юрисдикцію.

## Структура
Протягом історії з'єднання його стурктура та склад неодноразово змінювались.

### 1960
- 222-й гвардійський мотострілецький полк (Біла Церква, Київська область)
- 224-й гвардійський мотострілецький полк (Біла Церква, Київська область)
- 229-й гвардійський мотострілецький полк (Біла Церква, Київська область)
- 292-й гвардійський танковий полк (Біла Церква, Київська область)
- 155-й гвардійський артилерійський полк (Біла Церква, Київська область)
- 1129-й зенітний артилерійський полк (Біла Церква, Київська область)
- 117-й окремий розвідувальний батальйон (Біла Церква, Київська область)
- 220-й окремий гвардійський саперний батальйон (Біла Церква, Київська область)
- 538-й окремий гвардійський батальйон зв'язку (Біла Церква, Київська область)
- 191-ша окрема рота хімічного захисту (Біла Церква, Київська область)
- 149-й окремий санітарно-медичний батальйон (Біла Церква, Київська область)
- 000 окремий моторизований транспортний батальйон (Біла Церква, Київська область)

### 1970
- 222-й гвардійський мотострілецький полк (Біла Церква, Київська область)
- 224-й гвардійський мотострілецький полк (Біла Церква, Київська область)
- 229-й гвардійський мотострілецький полк (Біла Церква, Київська область)
- 292-й гвардійський танковий полк (Біла Церква, Київська область)
- 155-й гвардійський артилерійський полк (Біла Церква, Київська область)
- 1129-й зенітний артилерійський полк (Біла Церква, Київська область)
- 000 окремий ракетний дивізіон (Біла Церква, Київська область)
- 117-й окремий розвідувальний батальйон (Біла Церква, Київська область)
- 220-й окремий гвардійський інженерно-саперний батальйон (Біла Церква, Київська область)
- 538-й окремий гвардійський батальйон зв'язку (Біла Церква, Київська область)
- 191-ша окреми рота хімічного захисту (Біла Церква, Київська область)
- 280-й окремий ремонтно-відновлювальний батальйон (Біла Церква, Київська область)
- 149-й окремий санітарно-медичний батальйон (Біла Церква, Київська область)
- 000 окремий моторизований транспортний батальйон (Біла Церква, Київська область)

### 1980
- 222-й гвардійський мотострілецький полк (Біла Церква, Київська область)
- 224-й гвардійський мотострілецький полк (Біла Церква, Київська область)
- 229-й гвардійський мотострілецький полк (Біла Церква, Київська область)
- 292-й гвардійський танковий полк (Біла Церква, Київська область)
- 155-й гвардійський артилерійський полк (Біла Церква, Київська область)
- 1129-й зенітний ракетний полк (Біла Церква, Київська область)
- 000 окремий ракетний дивізіон (Біла Церква, Київська область)
- 1345-й окремий протитанковий артилерійський дивізіон (Біла Церква, Київська область)
- 117-й окремий розвідувальний батальйон (Біла Церква, Київська область)
- 220-й окремий гвардійський інженерно-саперний батальйон (Біла Церква, Київська область)
- 538-й окремий гвардійський батальйон зв'язку (Біла Церква, Київська область)
- 23-й окремий батальйон хімічного захисту (Біла Церква, Київська область)
- 280-й окремий ремонтно-відновлювальний батальйон (Біла Церква, Київська область)
- 149-й окремий медичний батальйон (Біла Церква, Київська область)
- 892-й окремий батальйон матеріального забезпечення (Біла Церква, Київська область)

### 1988
- 222-й гвардійський мотострілецький ордена Леніна Червонопрапорний полк (Біла Церква, Київська область)
- 224-й гвардійський мотострілецький орденів Суворова і Олександра Невського полк (Біла Церква, Київська область)
- 229-й гвардійський мотострілецький Червонопрапорний орденів Суворова і Кутузова полк (Біла Церква, Київська область)
- 292-й гвардійський танковий Новгородський Червонопрапорний орденів Кутузова, Богдана Хмельницького, Олександра Невського і Червоної Зірки полк (Біла Церква, Київська область) - 1990 року передислоковано до смт. Гончарівське, Черніговська область
- 155-й гвардійський артилерійський Червонопрапорний ордена Кутузова полк (Біла Церква, Київська область) - 1990 року передислоковано до міста Сміла, Черкаська область
- 1129-й зенітний ракетний полк (Біла Церква, Київська область)
- 000 окремий ракетний диізіон (Біла Церква, Київська область)
- 1345-й окремий протитанковий артилерійський дивізіон (Біла Церква, Київська область)
- 117-й окремий розвідувальний батальйон (Біла Церква, Київська область)
- 220-й окремий гвардійський інженерно-саперний батальйон (Біла Церква, Київська область)
- 538-й окремий гвардійський батальйон зв'язку (Біла Церква, Київська область)
- 23r-й окремий батальйон хімічного захисту (Біла Церква, Київська область)
- 280-й окремий ремонтно-відновлювальний батальйон (Біла Церква, Київська область)
- 149-й окремий медичний батальйон (Біла Церква, Київська область)
- 892-й окремий батальйон матеріального забезпечення (Біла Церква, Київська область)

## Оснащення
Оснащення на 19.11.90 (за умовами УЗЗСЄ):
- 222-й гвардійський мотострілецький полк: 21 Т-64, 130 БМП-2, 2 БРМ-1К, 16 БТР-70, 12 2С1 «Гвоздика», 12 ПМ-38, 2 БМП-1КШ, 1 ПРП-3, 3 РХМ-4, 3 Р-145БМ, 2 ПУ-12 та 1 МТ-55А
- 224-й гвардійський мотострілецький полк: 21 Т-64, 125 БТР-80, 3 БМП-2, 1 БМП-1, 2 БРМ-1К, 12 2С1 «Гвоздика», 12 ПМ-38, 2 БМП-1КШ, 1 ПРП-3, 2 РХМ-4, 3 БРЕМ-4, 3 Р-145БМ, 1 ПУ-12 та 1 МТ-55А
- 229-й гвардійський мотострілецький полк: 21 Т-64, 130 БМП-2, 2 БРМ-1К, 12 2С1 «Гвоздика», 1 БМП-1КШ, 1 ПРП-3, 4 РХМ, 3 Р-145БМ, 1 ПУ-12 та 1 МТ-55А
- 292-й гвардійський танковий полк: 70 Т-64, 14 БМП-2, 2 БРМ-1К, 12 2С1 «Гвоздика», 1 БМП-1КШ, 1 ПРП-3, 2 РХМ, 3 Р-145БМ, 1 ПУ-12 та 3 МТУ-20
- 155-й гвардійський артилерійський полк: 36 2С3 «Акація», 12 БМ-21 «Град», 2 ПРП-3, 3 1В18, 1 1В19, 1 Р-145БМ та 18 МТ-ЛБТ
- 1129-й зенітний ракетний полк: ЗРК «Оса» (SA-8), 6 ПУ-12 та 1 Р-145БМ
- 117-й окремий розвідувальний батальйон: 10 БМП-2, 7 БРМ-1К, 6 БТР-80 та 2 Р-145БМ
- 538-й окремий гвардійський батальйон зв'язку: 8 Р-145БМ
- 220-й окремий гвардійський інженерно-саперний батальйон: 3 УР-67 та 4 МТ-55А